# Graben
Graben je naselje v Občini Ribnica. Je najvišje ležeča vas na območju "slemena". Je gručasto naselje. Leži na hribu. Včasih se ji je reklo Greben, ampak so jo prebivalci preimenovali v Graben in tako je ostalo do danes. Je razmeroma velika vas za to območje (skoraj 2-krat toliko kot središče slemen Sveti Gregor) saj zajema tudi nekatere objekte v sosednjih vaseh. 
V letu 2019 ima 17 stalnih prebivalcev (5 družin). Večina družin se še ukvarja s kmetijstvom. Tam stoji tudi kmetija Oblak, kjer imajo 2 rastlinjaka. Ukvarjajo pa se tudi z živinorejo.